# Simon Louis du Ry

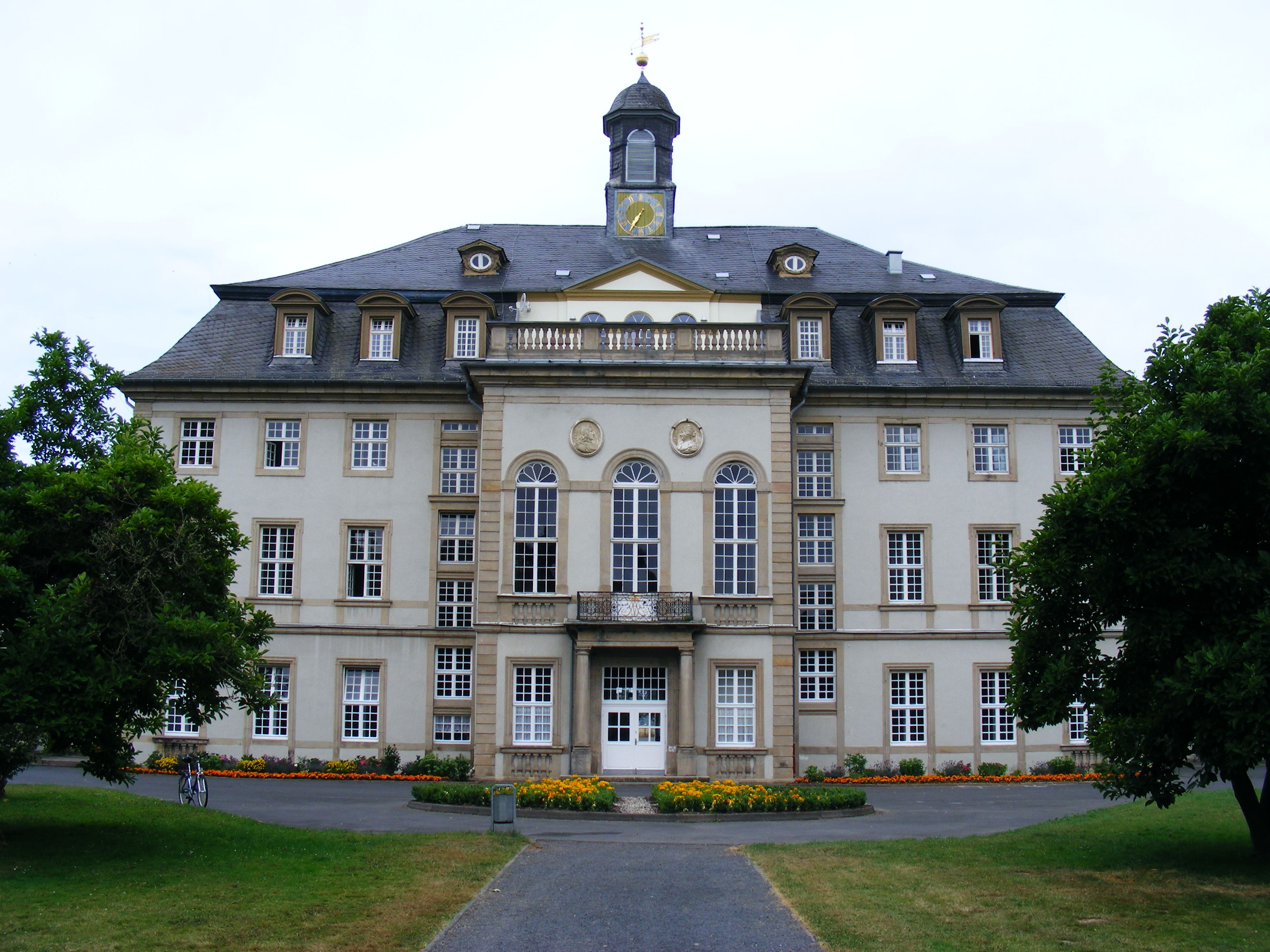
Castillo Wabern (1770)

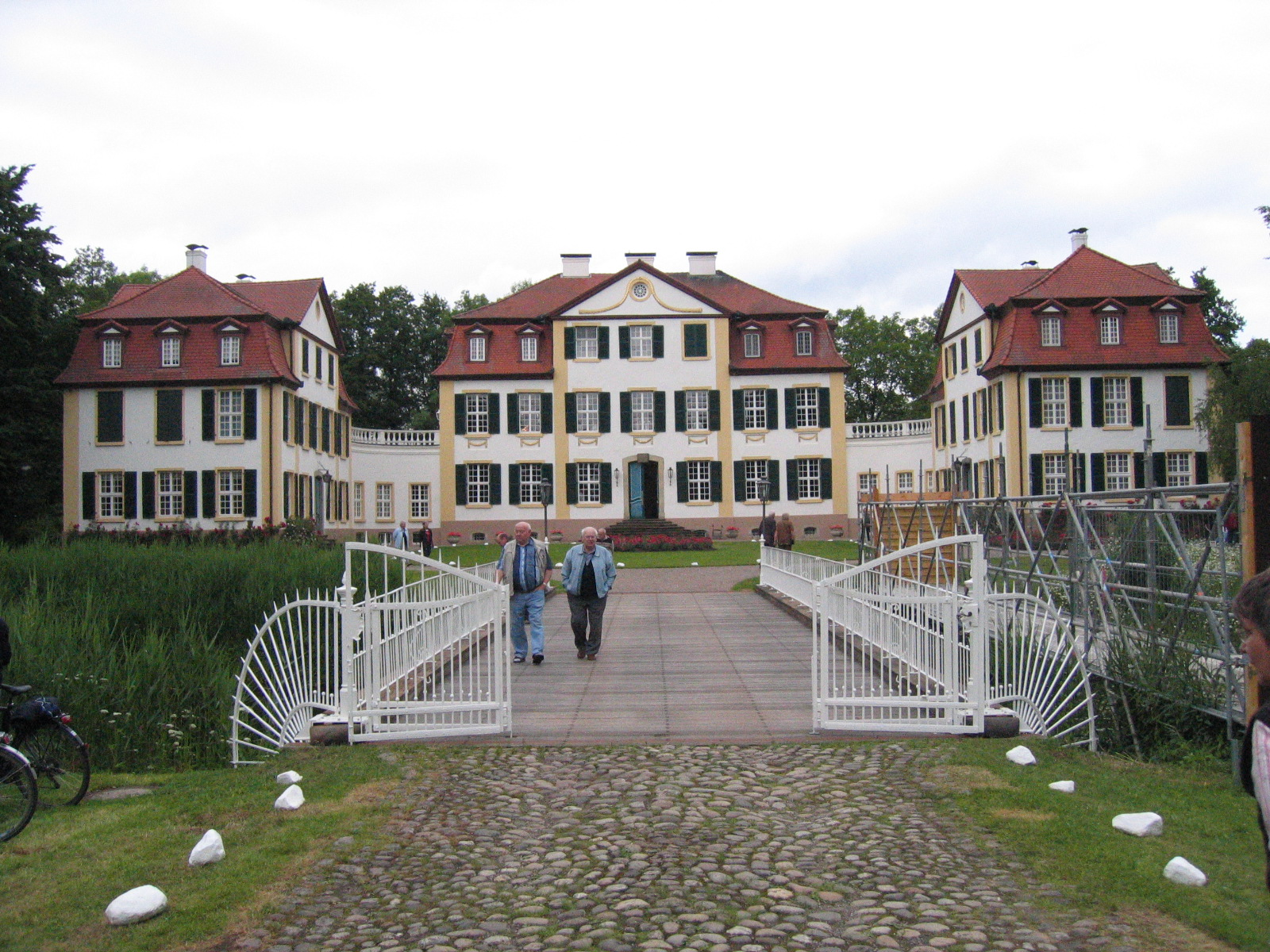
Castillo Hüffe (1775-1784)

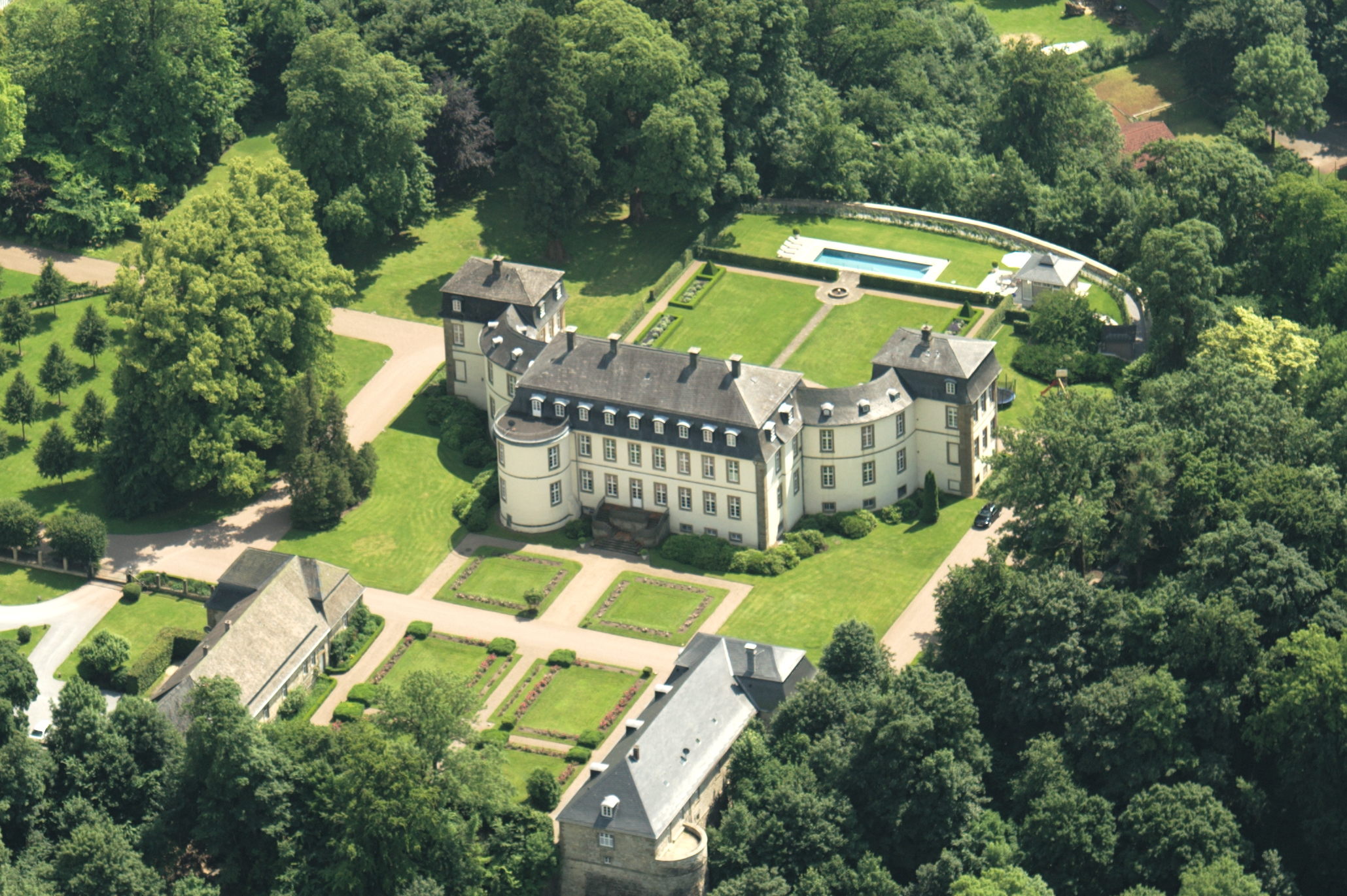
Castillo de Fürstenberg (1776-1783)

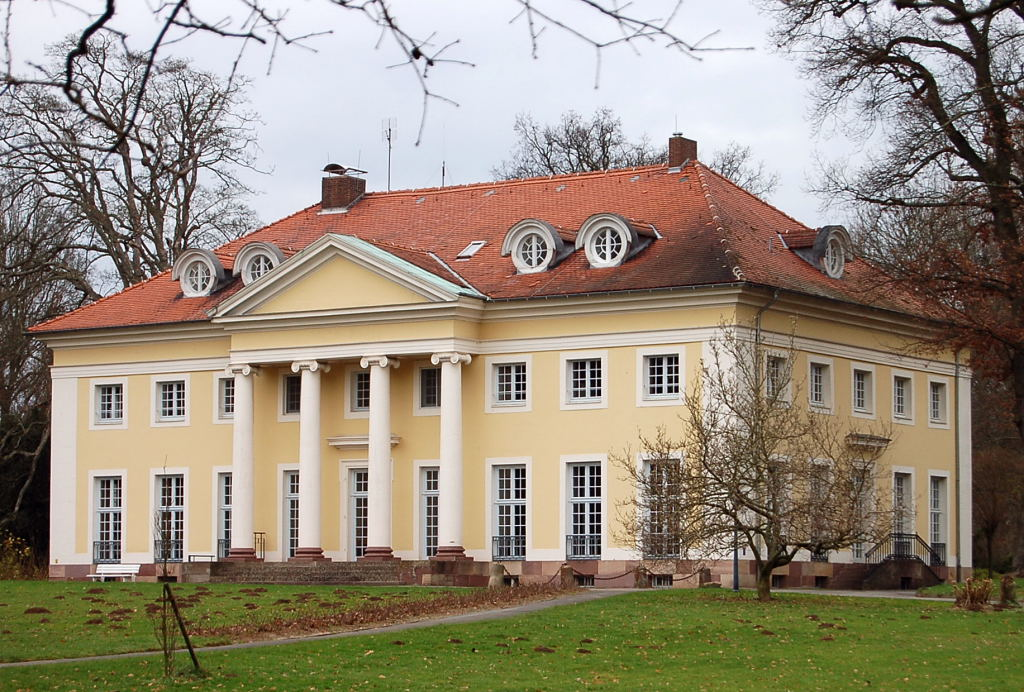
Castillo Hofgeismar-Schönburg (1787-1789)

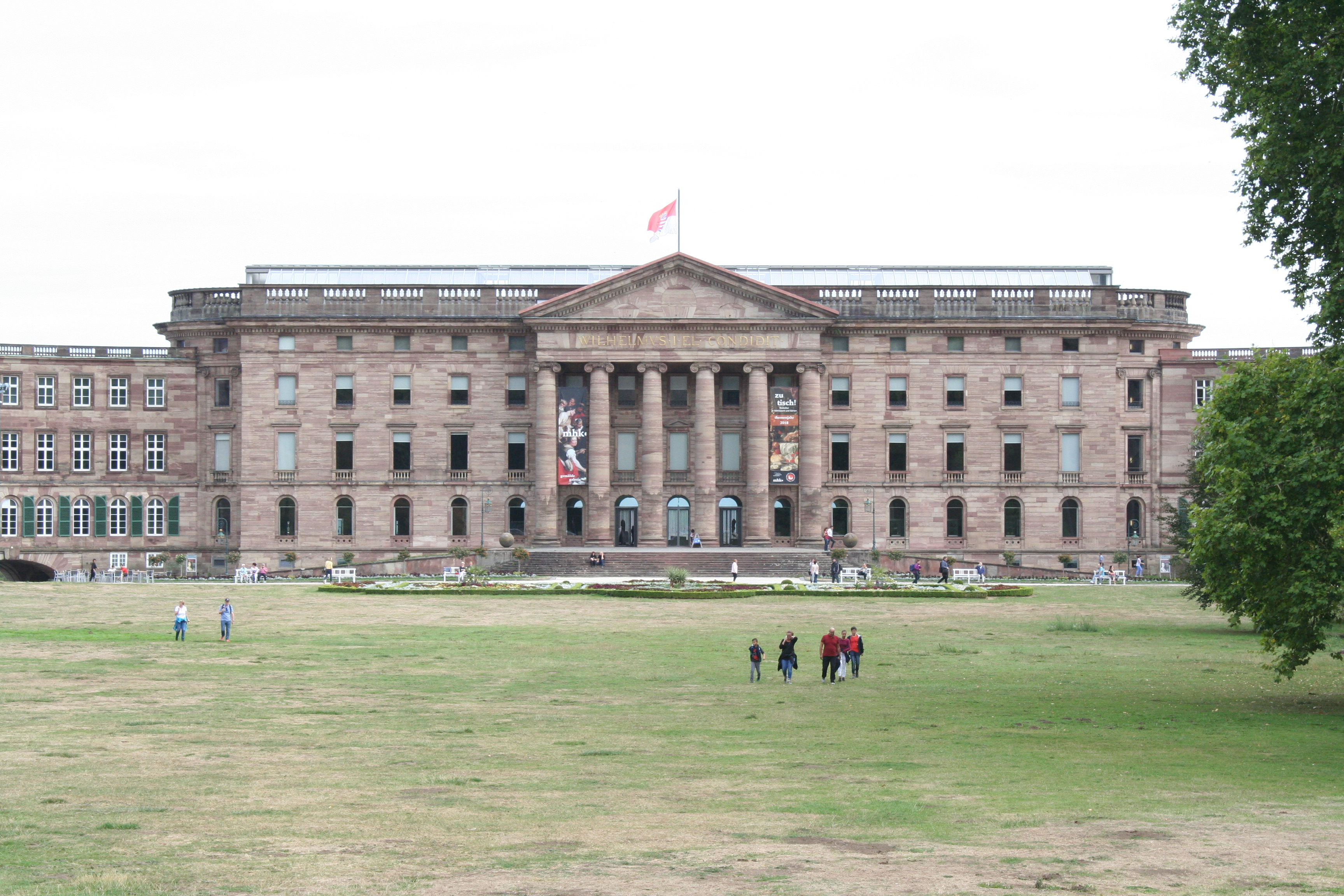
Castillo de Wilhelmshöhe (1786-1798) (ala Weißenstein y ala de la iglesia), en Kassel

Simon Louis du Ry (Kassel, 13 de enero de  1726 - Kassel, 23 de agosto de 1799) fue un arquitecto neoclásico alemán, que se desempeñó como arquitecto de la corte del landgraviato de Hesse-Kassel siendo responsable de la transformación de la antigua y parcialmente destruida ciudad de Kassel en una capital moderna. y coautor del castillo de Wilhelmshöhe (1786-1798), con Heinrich Christoph Jussow (ahora en el ámbito del Bergpark Wilhelmshöhe, reconocido como Patrimonio de la Humanidad por la UNESCO).

## Biografía
Simon Louis du Ry era hijo del arquitecto hugonote  Charles du Ry y nieto de Paul du Ry de Kassel. Era de una familia de refugiados franceses, que después de la revocación del Edicto de Nantes por Luis XIV tuvo que abandonar Francia y se fue a Hesse, entonces bajo el gobierno del landgrave Charles. Después de comenzar sus estudios en Estocolmo, Suecia, 1746-1748, se sintió decepcionado con su maestro Carl Hårleman y se fue a París para asistir a la escuela de arquitectura de Jacques-François Blondel (École des Art) en 1748-1752. Después de hacer algunos otros viajes educativos en Francia e Italia —en Roma conoció y dibujó obras clásicas, como la tumba del marqués Caponi en la iglesia de San Juan de los Florentinos, de la que se conserva un dibujo—, regresó a Kassel y se convirtió en arquitecto jefe de la corte después de la muerte de su padre. En 1766 fue instalado como profesor de arquitectura civil en el  Collegium Carolinum en Kassel.
Después del final de la Guerra de los Siete Años, las fortificaciones alrededor de la ciudad de Kassel fueron arrasadas por el landgrave Federico II de Hesse-Kassel porque habían perdido su valor militar. Du Ry rediseñó significativamente el espacio que fue liberado por eso y convirtió Kassel en una capital moderna. La Königsplatz (plaza de los reyes) y la Friedrichsplatz (plaza Frederics) siguen siendo las plazas principales de la ciudad. Esas plazas y el Museo Fridericianum en Kassel son sus obras más importantes. El edificio del museo fue criticado por tener una forma ineficaz, por Claude-Nicolas Ledoux.

## Obras
- 1765-1766: Pabellón de la cocina de la Orangerie en Karlsaue, terminado en 1770
- Cuarteles de la Garde du Corps
- Auebridge
- 1766-1769: Teatro de la ópera en Kassel
- 1767: Königsplatz (plaza Real)
- 1767-1769: Palacio de Jungk
- 1768-1770: Puerta Weißensteiner
- 1769-1776: Fridericianum
- 1769: Friedrichsplatz (Kassel)
- 1770: Palacio Waitz
- Casa de la comedia
- 1770: Plaza de la Ópera (Kassel)
- c. 1770: Iglesia de Elizabeth (Kassel)
- 1775-?: (Antigua) Puerta Real (Kassel)
- 1779-1782: Friedrichstor / Auetor
- 1781: Plaza de los Hermanos Grimm (Wilhelmshöher Platz)
- 1788-?: Puente William
- post. 1789: Casa modelo
- 1790-1792: Parroquia, Kirchditmold
- 1790: Palacio Bellevue (diseño de Paul du Ry), restructuración

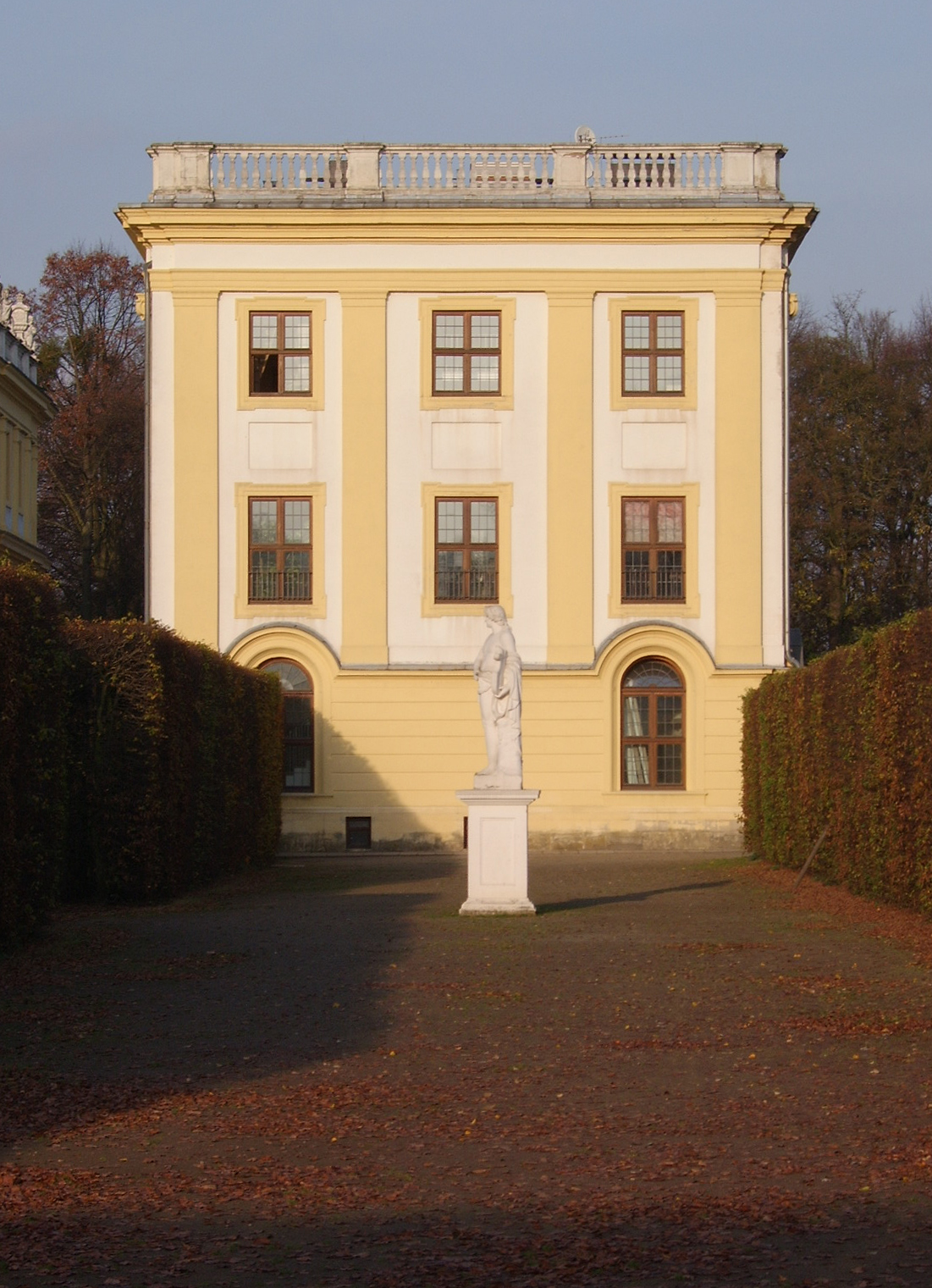
Pabellón de la cocina de la Orangerie
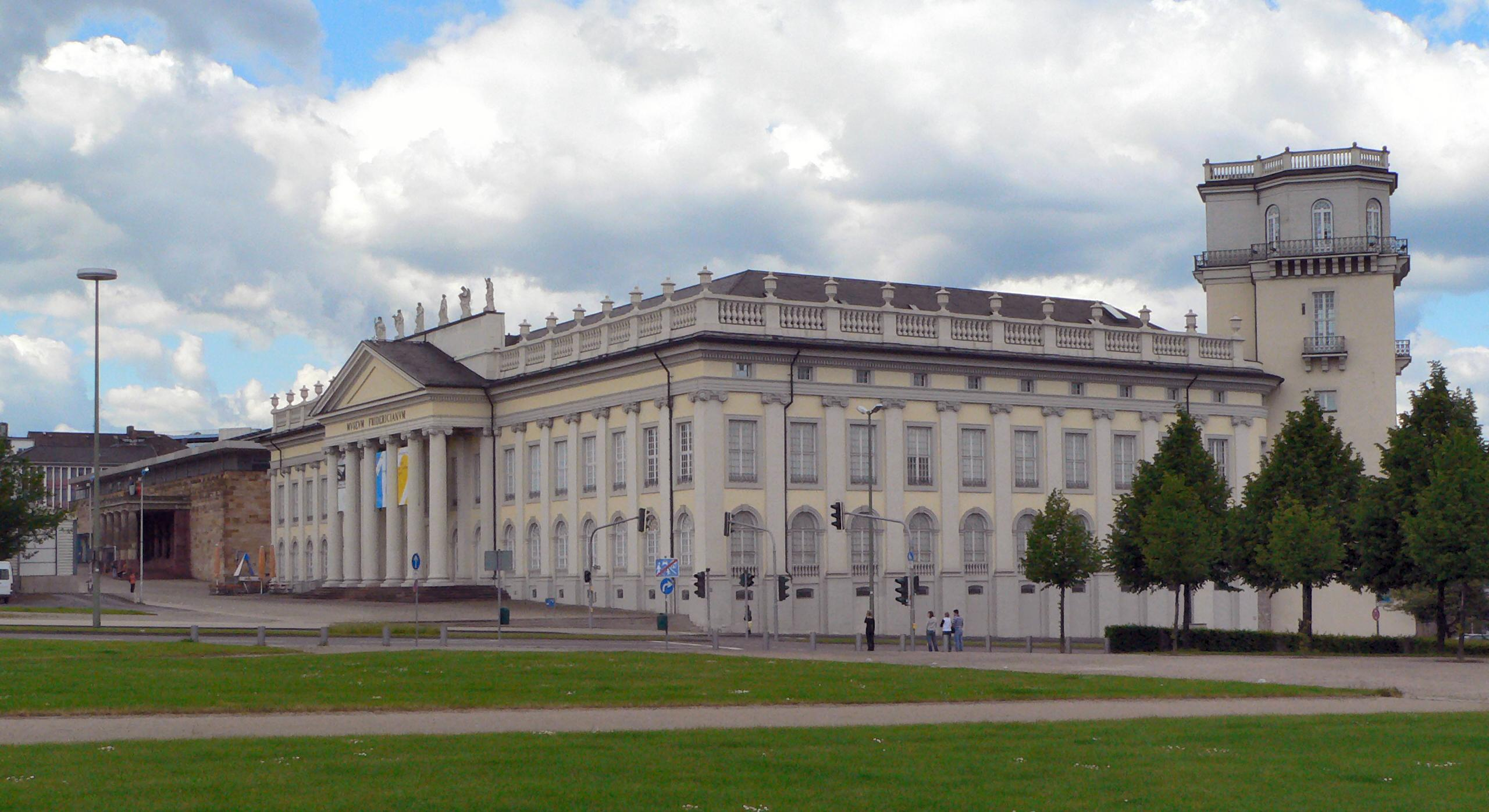
Fridericianum
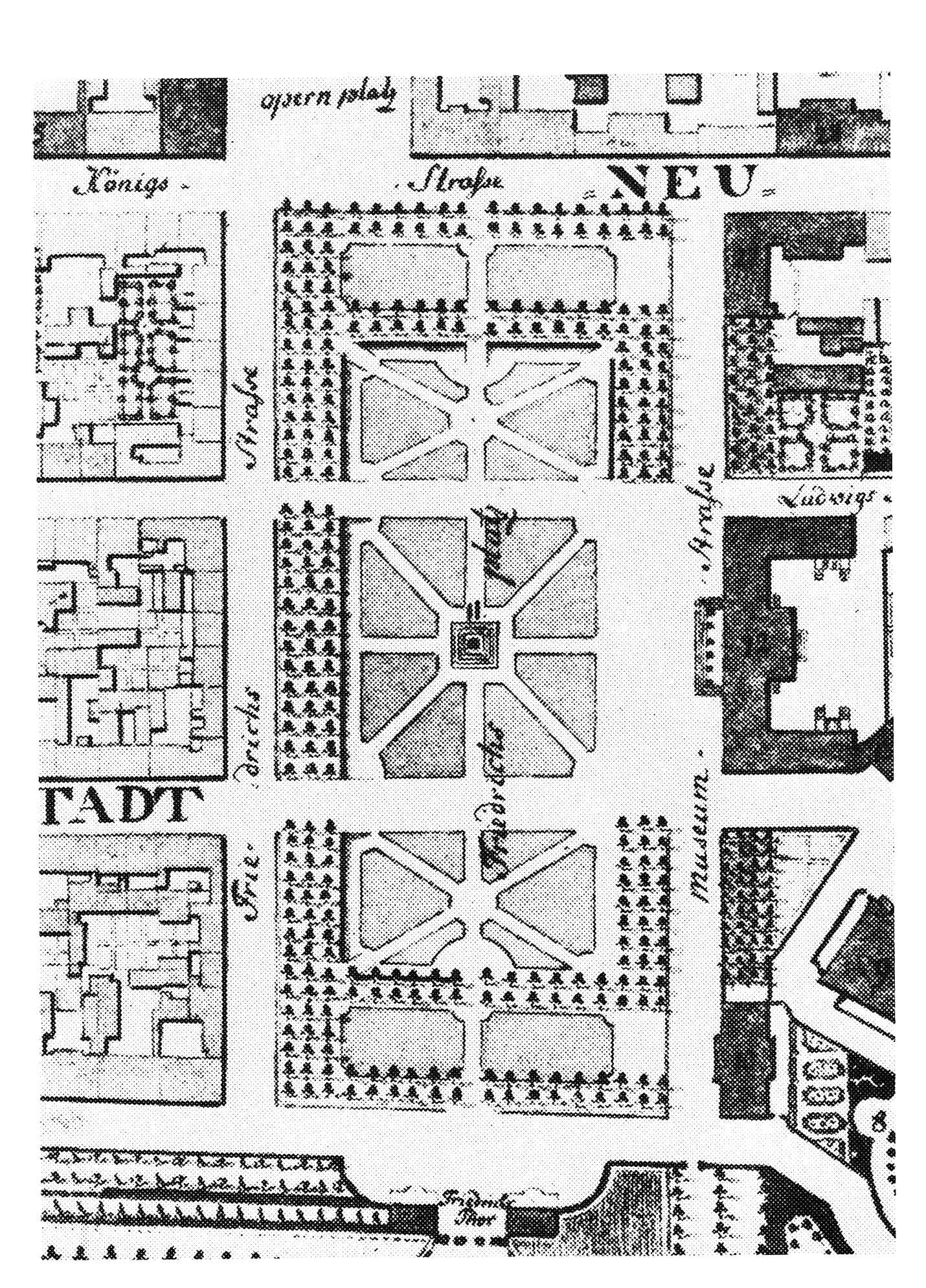
Friedrichsplatz (grabado de G.W. Weise, 1786)
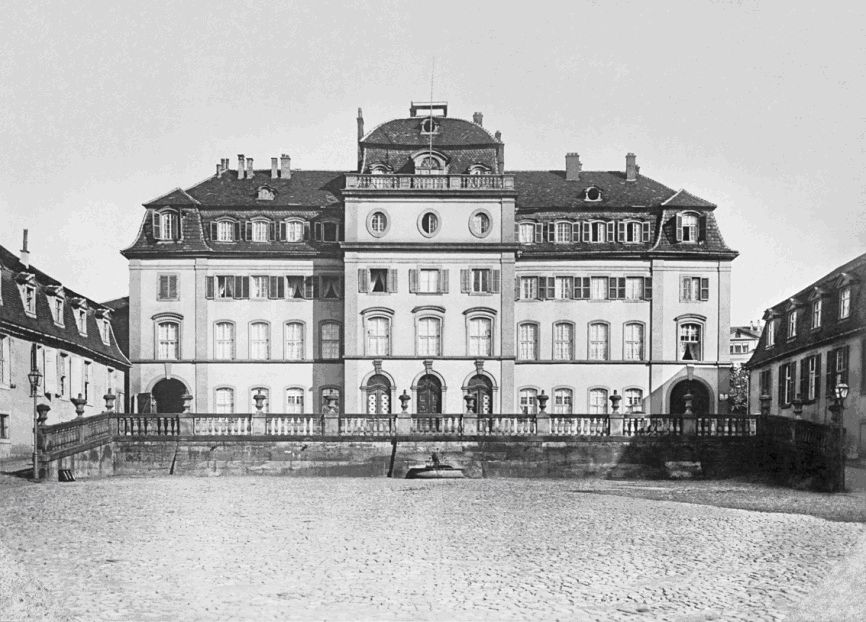
Palacio Waitz (destruido) (1770-1943)
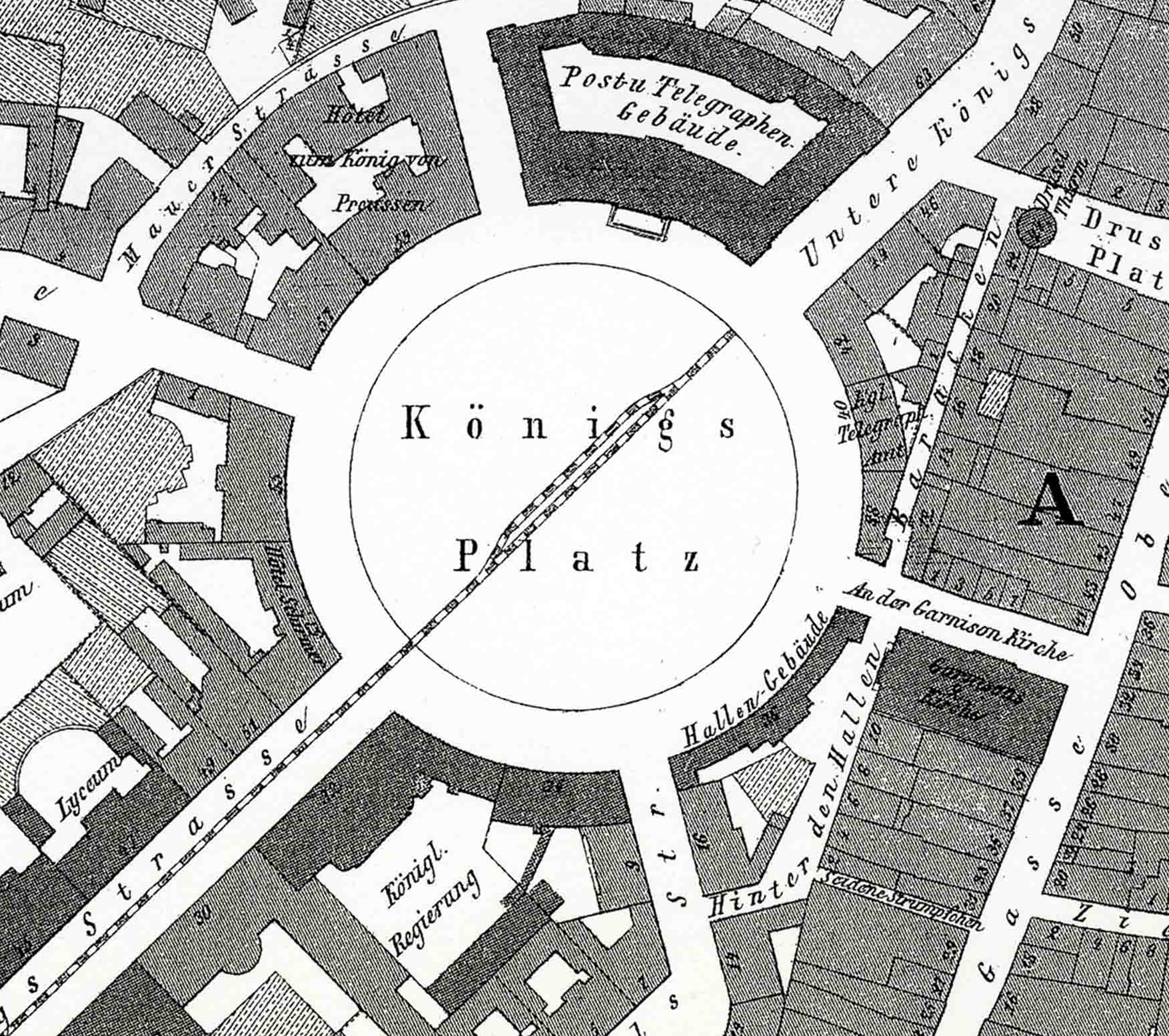
Koenigsplatz (1877)
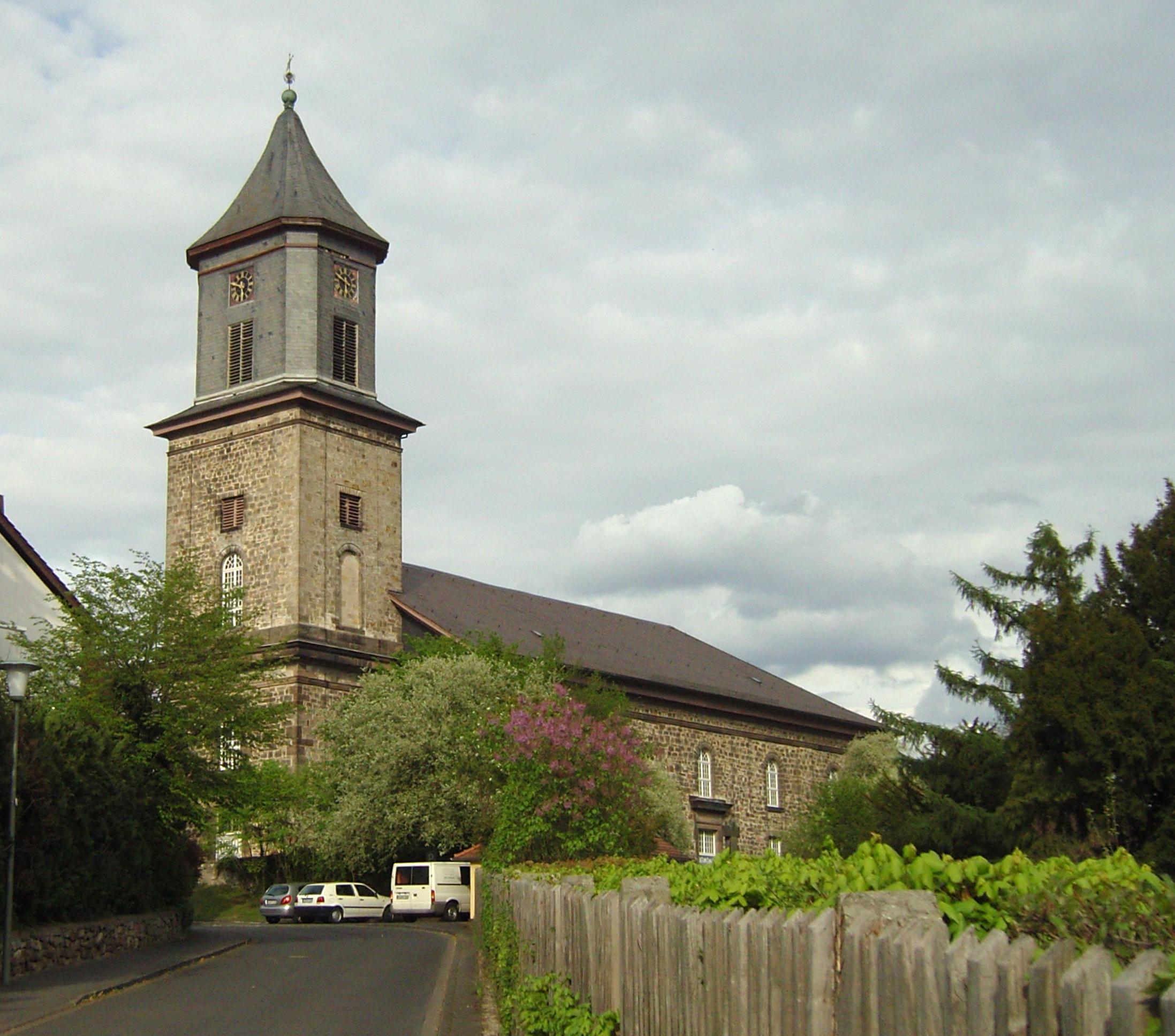
Iglesia parroquial en Kirchditmold

Simon Louis du Ry diseñó y ejecutó muchos castillos y palacios, entre otros:
- 1756-1758: Castillo Wilhelmsthal, Calden (1749)
- 1769: Well Windhausen, distrito de Niestetal de Heiligenrode
- 1770: Pabellón de caza Wabern, ampliación
- 1775-1784: Castillo Hüffe, distrito prusiano de  Oldendorf Lashorst
- 1776-1783: Castillo de Fürstenberg
- 1785-1786: Castillo Mountain Home (Eder)
- 1786-1798: Castillo de Wilhelmshöhe  (ala Weißenstein y ala de la iglesia), en Kassel
- 1787-1789: Castillo de Schönburg, Hofgeismar
- 1790/91: Casa  Kassel y casa landgrav, baño nominales de la villa, [cita requerida]